# Dullstroom
Dullstroom, conosciuto anche come Emnotweni, è un villaggio nella provincia di Mpumalanga, in Sudafrica. Questa località possiede la stazione ferroviaria più elevata del Paese (2.077 metri s.l.m.) e, insieme con Underberg, è la principale destinazione sudafricana per gli appassionati di pesca con la mosca.

## Storia
Dullstroom venne fondata nel 1883 dal mercante olandese Wolterus Dull, presidente di un comitato che forniva assistenza alle famiglie che avevano subito perdite di ogni tipo durante la prima guerra boera. Il 9 ottobre 1893 il villaggio venne battezzato unendo il cognome del mercante Dull con la parola stroom ("corrente" in italiano), in riferimento al fiume Crocodile River che scorreva nelle vicinanze.
Dullstrom è una delle località più fredde di tutto il Sudafrica, nonché l'unico luogo dell'intera nazione in cui crescono gli olmi e i faggi, piantati proprio dai coloni olandesi.
Durante la seconda guerra boera il villaggio venne distrutto e gran parte dei suoi abitanti fecero ritorno nei Paesi Bassi.

## Società

### Evoluzione demografica
Secondo il censimento del 2011, Dullstroom conta 558 residenti. Di questi l'84,23% è di origine caucasica, mentre la comunità di colore si attesta all'8,06%.

## Galleria d'immagini

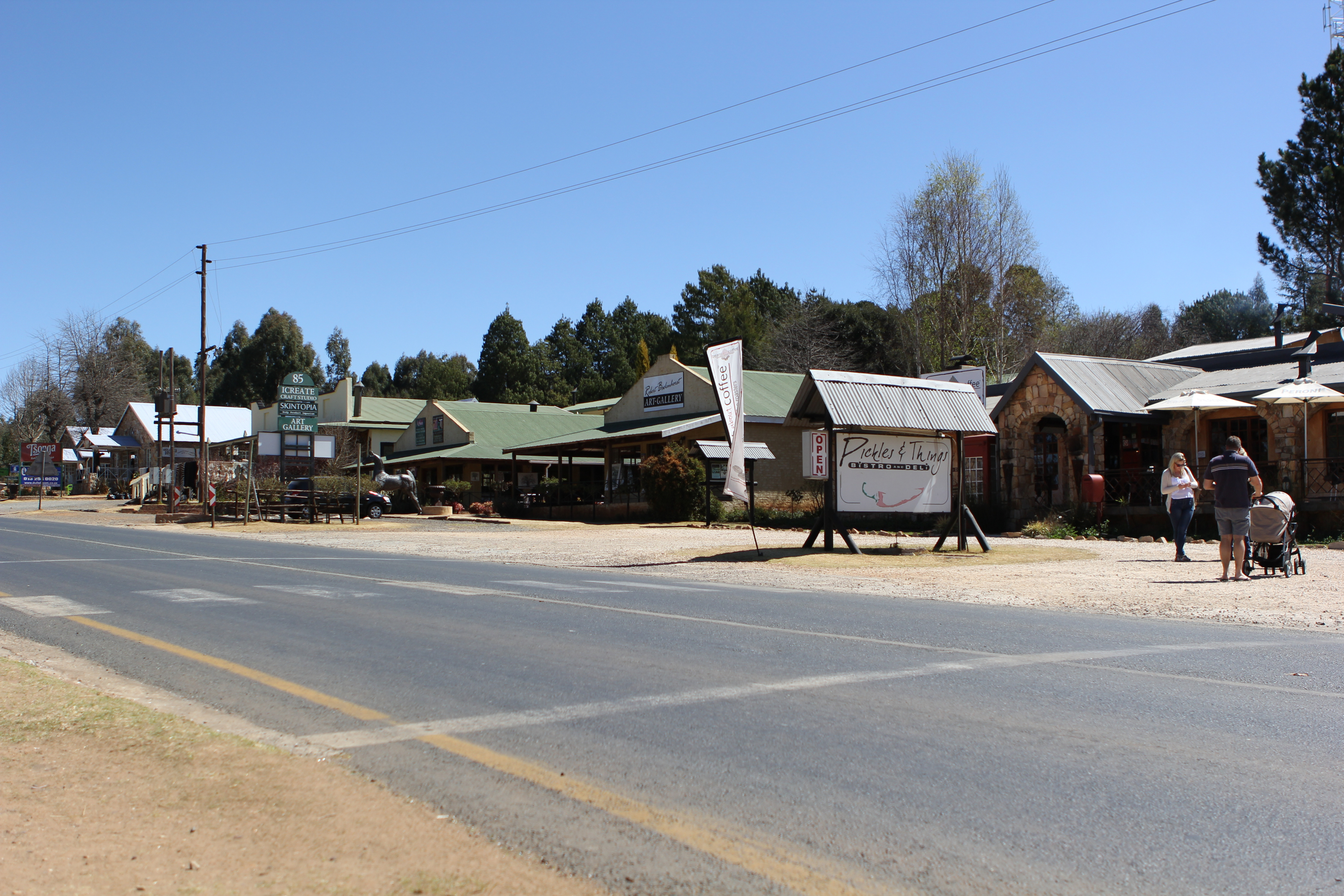
Una strada della città
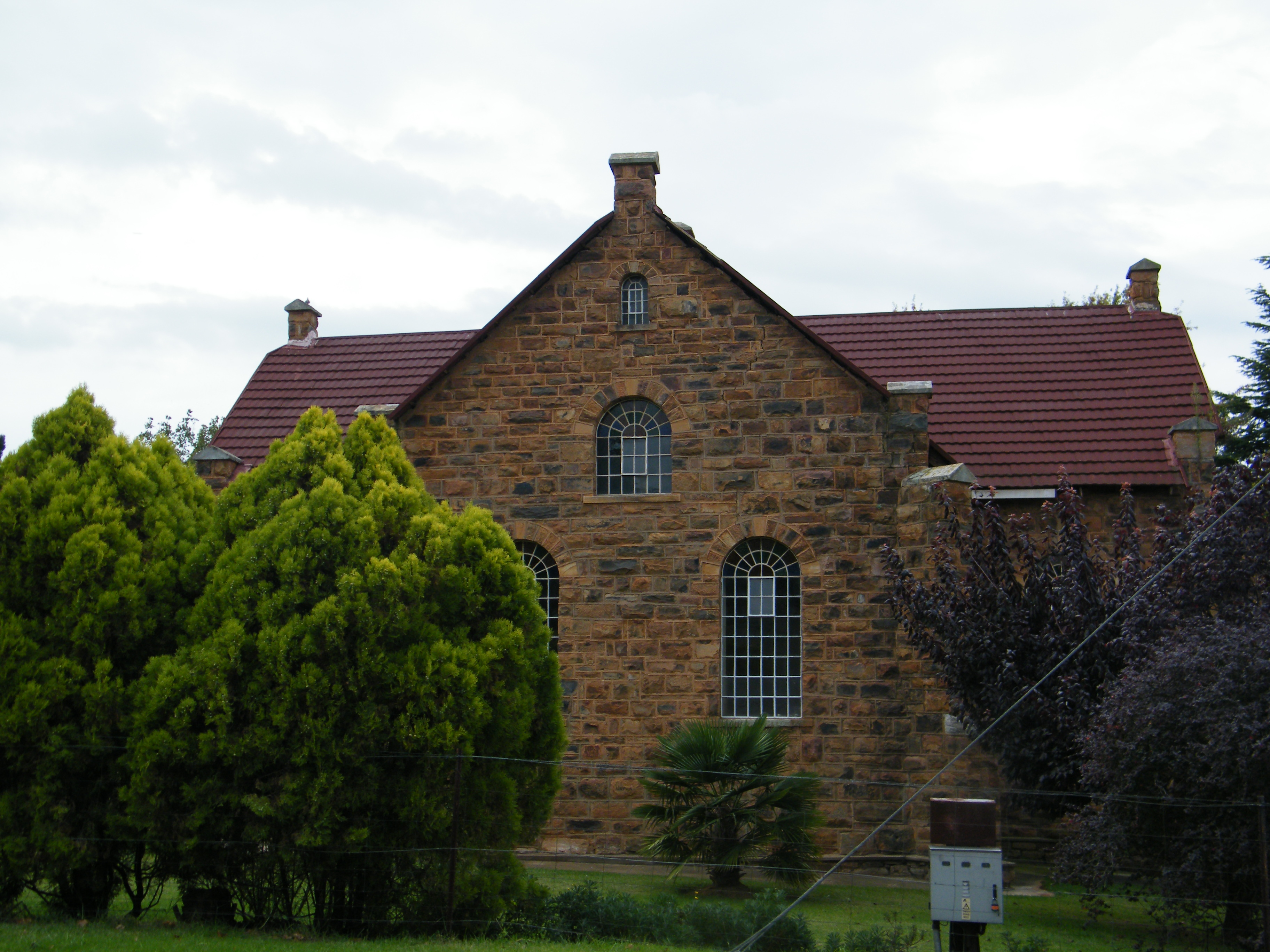
Chiesa di Dullstroom
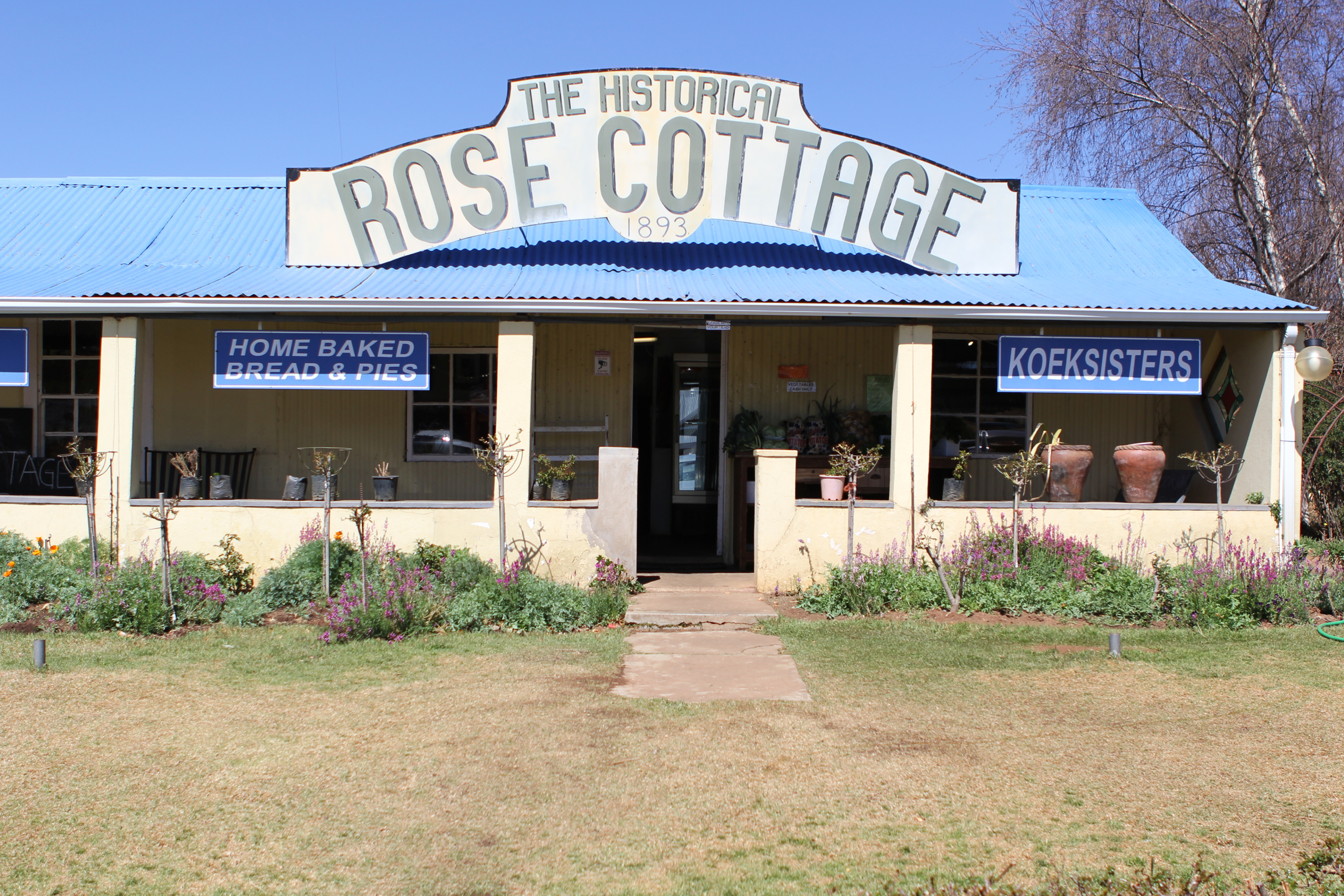
Il Rose Cottage
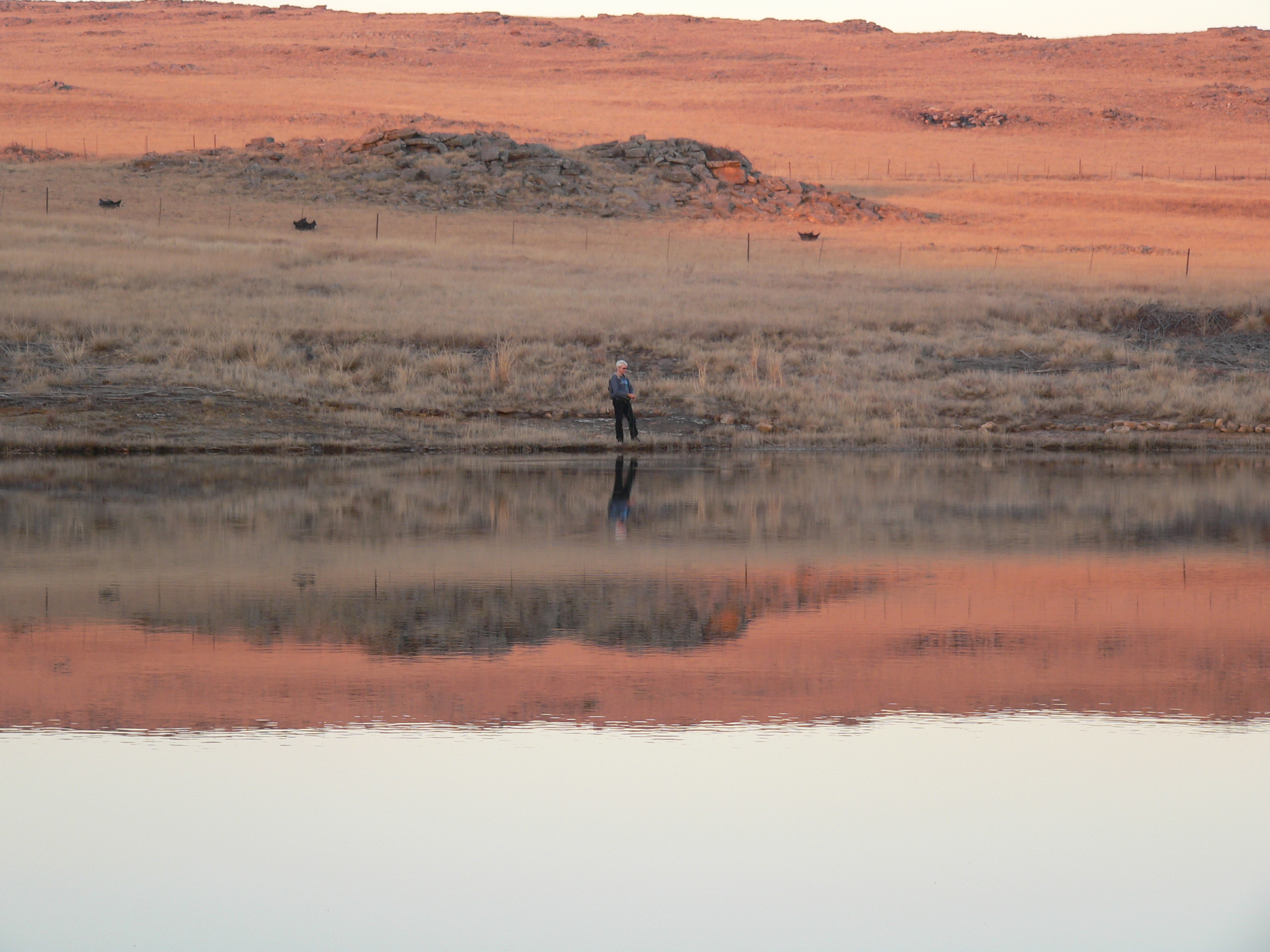
Pesca con la mosca a Dullstroom